# Un petit poisson amoureux
Pour plus de détails, voir Fiche technique et Distribution.
Un petit poisson amoureux (Влюбленная рыбка, Vlioublionnaya rybka) est un film soviétique réalisé par Abai Karpykov, sorti en 1989.

## Fiche technique
- Titre original : Влюбленная рыбка, Vlioublionnaya rybka
- Titre français : Un petit poisson amoureux
- Réalisation : Abai Karpykov
- Scénario : Abai Karpykov et Boris Ryakhovsky
- Photographie : Georgi Gidt
- Musique : Igor Kefalidi
- Pays d'origine : URSS
- Format : Couleurs - 35 mm - Mono
- Genre : drame
- Durée : 84 minutes
- Date de sortie : 1989

## Distribution
- Bopesh Zhandayev :
- Galina Shatenova :
- Natalya Novikova :
- Sattar Dikambayev :